# Mohamed Bulanuar
Mohamed Bulanuar es un deportista marroquí que compite en taekwondo. Ganó una medalla de plata en el Campeonato Africano de Taekwondo de 2016, en la categoría de –68 kg.

## Palmarés internacional
| Campeonato Africano | Campeonato Africano  | Campeonato Africano | Campeonato Africano |
| Año                 | Lugar                | Medalla             | Categoría           |
| ------------------- | -------------------- | ------------------- | ------------------- |
| 2016                | Puerto Saíd (Egipto) | Medalla de plata    | –68 kg              |